# Francisco Carlos Bach
Francisco Carlos Bach (* 4. Mai 1954 in Ponta Grossa) ist ein brasilianischer Geistlicher und römisch-katholischer Erzbischof von Joinville.

## Leben
Francisco Carlos Bach empfing am 3. Dezember 1977 die Priesterweihe für das Bistum Ponta Grossa.
Papst Benedikt XVI. ernannte ihn am 27. Juli 2005 zum Bischof von Toledo. Der Erzbischof von Florianópolis, Murilo Sebastião Ramos Krieger SCI, spendete ihm am 27. Oktober desselben Jahres die Bischofsweihe; Mitkonsekratoren waren João Bráz de Aviz, Erzbischof von Brasília, und Sérgio Arthur Braschi, Bischof von Ponta Grossa. Die Amtseinführung im Bistum Toledo fand am 24. November desselben Jahres statt. Sein Wahlspruch IN MANUS TUAS (deutsch: In Deine Hände) ist dem Psalm 31 entnommen (Ps 31,6 ). 
Am 3. Oktober 2012 wurde er zum Bischof von São José dos Pinhais ernannt. Papst Franziskus ernannte ihn am 19. April 2017 zum Bischof von Joinville. Mit der Erhebung seiner Diözese zum Erzbistum wurde Bach am 5. November 2024 zum Erzbischof ernannt. Die Amtseinführung als Erzbischof fand am 23. Februar des folgenden Jahres statt.